# Cupido cepheis
Cupido cepheis är en fjärilsart som beskrevs av Druce 1891. Cupido cepheis ingår i släktet Cupido och familjen juvelvingar. Inga underarter finns listade i Catalogue of Life.